# Olszyn (gromada)
Olszyn – dawna gromada, czyli najmniejsza jednostka podziału terytorialnego Polskiej Rzeczypospolitej Ludowej w latach 1954–1972.
Gromady, z gromadzkimi radami narodowymi (GRN) jako organami władzy najniższego stopnia na wsi, funkcjonowały od reformy reorganizującej administrację wiejską przeprowadzonej jesienią 1954 do momentu ich zniesienia z dniem 1 stycznia 1973, tym samym wypierając organizację gminną w latach 1954–1972.
Gromadę Olszyn z siedzibą GRN w Olszynie utworzono – jako jedną z 8759 gromad na obszarze Polski – w powiecie bialskim w woj. lubelskim na mocy uchwały nr 5 WRN w Lublinie z dnia 5 października 1954. W skład jednostki weszły obszary dotychczasowych gromad Olszyn i Pokinianka wraz z miejscowością Cieleśnica PGR z dotychczasowej gromady Cieleśnica ze zniesionej gminy Rokitno oraz obszar dotychczasowej gromady Kołczyn ze zniesionej gminy Bohukały w tymże powiecie. Dla gromady ustalono 13 członków gromadzkiej rady narodowej.
1 stycznia 1960 gromadę zniesiono, włączając jej obszar do gromad Rokitno (wieś i kolonię Olszyn, wieś i kolonię Pokinianka, kolonię Olszyniec oraz PGR Cieleśnica majątek) i Berezówka (wieś i kolonię Kołczyn) w tymże powiecie.